# Carl Brunkman
Carl Brunkman, född 1734 och död 1781 var en svensk filolog och publicist.
Brunkman blev filosofie magister i Uppsala 1758, och livnärde sig på lägre prästbefattningar, uppträdde som reformator i språkliga och samhälleliga frågor, varvid hans brist på självkritik och omdöme ofta utsatte honom för de samtida skaldernas satir.